# Hexenlehre
Als Hexenlehre bezeichnet man den Diskurs, der die Existenz von Hexen und ihr meist negativ geschildertes Wirken als real beschreibt, sowie die Methoden, die zu ihrer Bekämpfung angezeigt erscheinen. 
Die Hexenlehre war vor allem in der Frühen Neuzeit von Bedeutung und wurde von Hexentheoretikern vertreten. In diesem Zusammenhang ist insbesondere der 1486 erschienene Hexenhammer bedeutend, in dem die Hexenverfolgung legitimiert wird.
Als Hauptelement galt der Teufelspakt, der mit dem Vertrag mit dem Teufel auch einen Abfall von Gott und somit Gotteslästerung bedeutete. Damit verbunden war die Vorstellung der so genannten Teufelsbuhlschaft, also Geschlechtsverkehr zwischen Hexe oder Hexer und dem Teufel oder einem Incubus bzw. Succubus. Als drittes Element wurde der Hexensabbat in Verbindung mit dem Hexenflug genannt. Das vierte Element der Hexenlehre stellte die Schadenszauberei dar.
Unheilvolle Bedeutung gewann diese Hexenlehre im Zusammenhang mit den Hexenprozessen. Lieferten der Teufelspakt, die Teufelsbuhlschaft und die angebliche Schadenszauberei die Inhalte für die Zusammenstellung der Straftatbestände angeblicher Hexen, so lieferte die vermeintliche Anwesenheit an Hexensabbaten die Begründung für eine weitere Anwendung der Folter – denn schließlich galt es, Namen weiterer Hexen herauszupressen, die man doch auf dem Sabbat gesehen haben musste. Der Hexenflug, der als Zeichen für die durch den Teufel vermittelten übernatürlichen Eigenschaften der Hexen galt, gab eine Begründung für die Wirksamkeit des Hexenbades. Schwammen die Angeklagten mit über Kreuz gebundenen Händen und Füßen an der Oberfläche, so galt dies als Zeichen ihrer teuflischen Leichtigkeit, was oft als Indiz für die Schuld der Angeklagten galt. Sanken sie im Wasser hingegen ab, wie es von natürlichen Menschen zu erwarten war, galten sie als unschuldig. Gelegentlich fand aber auch der vom Helmstedter Professor Hermann Neuwalt 1584 vorgebrachte Einwand Berücksichtigung, wonach der Teufel die Wasserprobe verfälschen könne, indem er die Hexe unter Wasser ziehe.
Die Hexenlehre gilt als eine frühe Form der Verschwörungstheorie. Heute kommen Hexenlehren in der Modernen Hexenverfolgung vor.